# Adelophryne meridionalis
Az Adelophryne meridionalis a kétéltűek (Amphibia) osztályába, a békák (Anura) rendjébe és az Eleutherodactylidae családjába tartozó faj.

## Előfordulása
A faj Brazília endemikus faja. Brazília Minas Gerais államában, Juiz de Fora környékén, 800 m magasságban honos.

## Megjelenése
Kis méretű békafaj, a kifejlett egyedek mérete 11 mm.